# Zoe Van der Weel
Zoe Van der Weel (* 14. November 1990 in Edinburgh) ist eine ehemalige britische Handballspielerin.

## Karriere
Zoe Van der Weel begann mit 12 Jahren das Handballspielen beim norwegischen Verein Charlottenlund SK. Mit 15 Jahren schloss sie sich Byåsen IL an. In der Saison 2008/09 spielte die Außenspielerin mit Selbu IL in der zweithöchsten norwegischen Spielklasse, in der sie in 22 Spielen insgesamt 34 Treffer erzielen konnte. In der darauffolgenden Saison spielte sie für Byåsen in der höchsten norwegischen Spielklasse. In sieben Einsätzen erzielte sie einen Treffer. Anschließend wechselte die Linkshänderin zum Ligakonkurrenten Nordstrand IF, für den sie in sechzehn Einsätzen vier Tore warf. Nachdem Nordstrand am Saisonende 2010/11 abgestiegen war, zog sie nach England um, um sich dort mit der britischen Nationalmannschaft auf die Olympischen Spiele vorzubereiten. Im Sommer 2012 schloss sie sich dem norwegischen Zweitligisten Njård IF an. Zusätzlich war sie beim Verein Ullern IF als Jugendtrainerin tätig. Ab 2016 lief sie für Aker Topphåndball auf. Mit Aker stieg sie 2019 in die höchste norwegische Spielklasse auf. Nach der Saison 2019/20 beendete sie ihre Karriere. Ab dem Sommer 2022 war sie bei Aker Topphåndball als Fitnesstrainerin tätig.
Zoe Van der Weel absolvierte vier Länderspiele für die norwegische Jugendnationalmannschaft. Später gehörte sie dem Kader der britischen Handballnationalmannschaft an. Sie gehörte zum britischen Aufgebot, das an den Olympischen Sommerspielen 2012 in London teilnahm.